# Szpieg (film 2011)

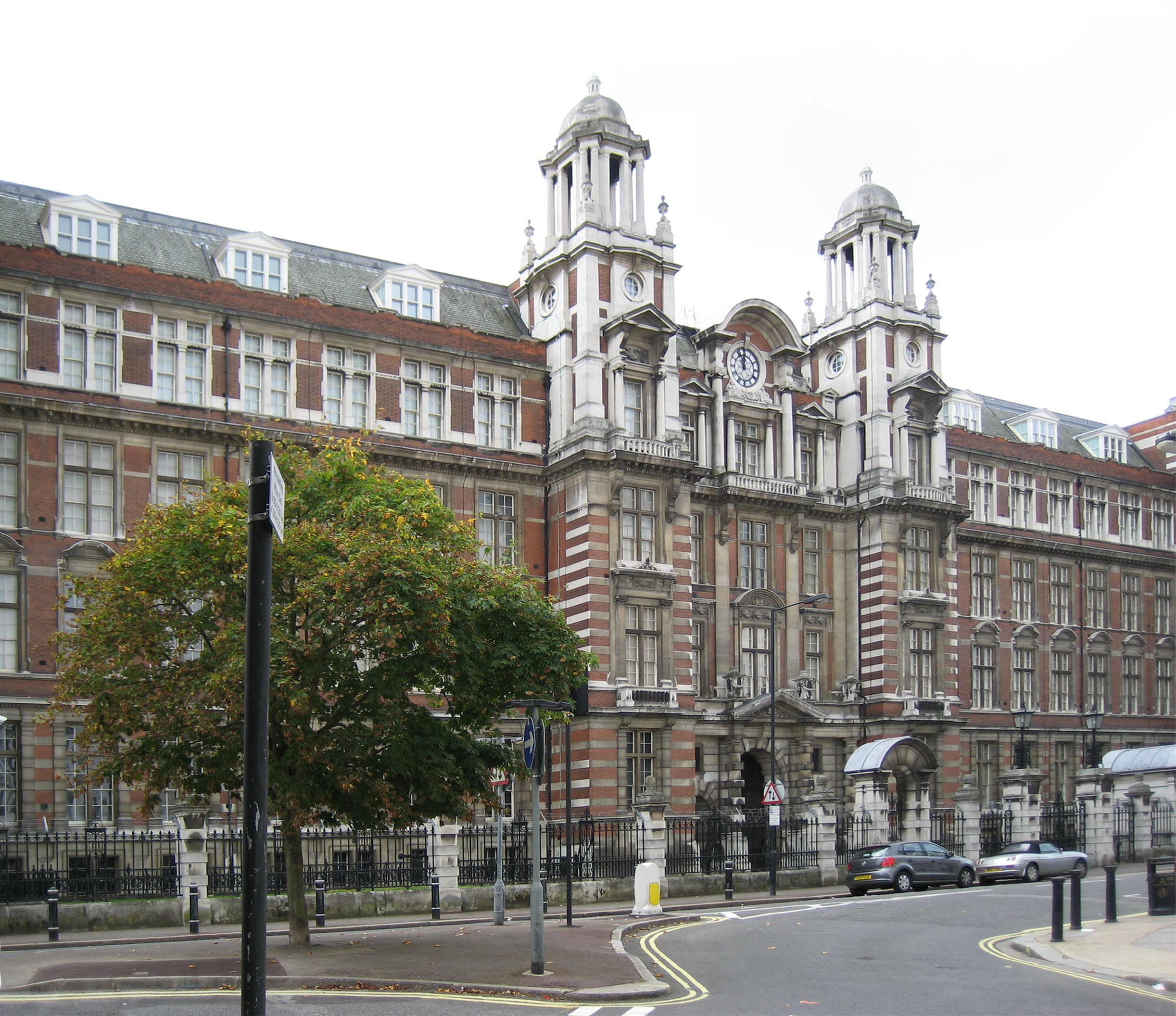
Blythe House – filmowa siedziba „Cyrku”

Szpieg (ang. Tinker, Tailor, Soldier, Spy) – brytyjski thriller szpiegowski z 2011 roku w reżyserii Tomasa Alfredsona, zrealizowany w ramach międzynarodowej koprodukcji. Adaptacja powieści Druciarz, krawiec, żołnierz, szpieg z 1974 roku autorstwa Johna le Carré.
Zdjęcia kręcono w Londynie (m.in. Blythe House, Islington, Inglis Barracks), hrabstwie Oxfordshire (wioska Mongewell), Budapeszcie (m.in. dworzec kolejowy Budapest Nyugati, Parizsi Udvar) oraz w Stambule.
Światowa premiera odbyła się 5 września 2011 roku podczas 68. MFF w Wenecji, gdzie obraz zaprezentowano w konkursie głównym.

## Fabuła
George Smiley, wysłużony i doświadczony pracownik brytyjskiego wywiadu, który popadł w niełaskę i został przeniesiony na wcześniejszą emeryturę, zostaje skrycie zaangażowany do wykonania niezwykle poufnego zadania, jakim jest wykrycie sowieckiego agenta w najwyższym kręgu MI6. Prowadzone przez niego śledztwo dla ujawnienia i ostatecznego usunięcia moskiewskiego „kreta” utrudnia fakt, iż musi być ono prowadzone nieoficjalnie i bez wzbudzania w otoczeniu jakichkolwiek podejrzeń. Podstawę wniosków prowadzących do zdemaskowania agenta stanowią wyłącznie kontakty z pracownikami MI6 od dawna związanymi z działaniami przeciw wywiadowi sowieckiemu oraz umiejętność analizowania pozyskanych informacji.
W toku konsekwentnych i żmudnych ustaleń Smiley zawęża krąg podejrzanych do czterech kolegów oznaczonych kryptonimami „Tinker” (Druciarz), „Tailor” (Krawiec), „Soldier” (Żołnierz), „Poorman” (Biedak), pochodzącymi z dziecinnej wyliczanki (tinker, tailor, soldier, sailor itd.). Końcowa prowokacja i zastawiona w londyńskim punkcie kontaktowym pułapka pozwala wraz z dowodami schwytać „kreta”, którym okazuje się jeden ze starych przyjaciół Smileya.

## Obsada
- Gary Oldman – George Smiley („Beggarman”, Żebrak)
- Colin Firth – Bill Haydon („Tailor”, Krawiec)
- Tom Hardy – Ricki Tarr
- Mark Strong – Jim Prideaux
- Ciarán Hinds – Roy Bland („Soldier”, Żołnierz)
- Benedict Cumberbatch – Peter Guillam
- David Dencik – Toby Esterhase („Poorman”, Biedak)
- Stephen Graham – Jerry Westerby
- Simon McBurney – Oliver Lacon
- Toby Jones – Percy Alleline („Tinker”, Druciarz)
- John Hurt – Control
- Swietłana Chodczenkowa – Irina
- Kathy Burke – Connie Sachs[4]

## Nagrody i nominacje
68. MFF w Wenecji
- nominacja: Złoty Lew − Tomas Alfredson

84. ceremonia wręczenia Oscarów
- nominacja: najlepszy scenariusz adaptowany − Bridget O’Connor i Peter Straughan
- nominacja: najlepszy aktor pierwszoplanowy − Gary Oldman
- nominacja: najlepsza muzyka − Alberto Iglesias

65. ceremonia wręczenia nagród Brytyjskiej Akademii Filmowej
- nagroda: najlepszy film brytyjski − Tomas Alfredson, Tim Bevan, Eric Fellner, Robyn Slovo, Bridget O’Connor i Peter Straughan
- nagroda: najlepszy scenariusz adaptowany − Bridget O’Connor i Peter Straughan
- nominacja: najlepszy film − Tim Bevan, Eric Fellner i Robyn Slovo
- nominacja: najlepsza reżyseria − Tomas Alfredson
- nominacja: najlepszy aktor pierwszoplanowy − Gary Oldman
- nominacja: najlepsza muzyka − Alberto Iglesias
- nominacja: najlepsze zdjęcia − Hoyte van Hoytema
- nominacja: najlepsza scenografia − Maria Djurković i Tatiana MacDonald
- nominacja: najlepsze kostiumy − Jacqueline Durran
- nominacja: najlepszy montaż − Dino Jonsater
- nominacja: najlepsze efekty specjalne − John Casali, Howard Bargroff, Doug Cooper, Stephen Griffiths i Andy Shelley

16. ceremonia wręczenia Satelitów
- nominacja: najlepszy film
- nominacja: najlepsza reżyseria − Tomas Alfredson
- nominacja: najlepszy aktor w filmie fabularnym − Gary Oldman

14. ceremonia wręczenia Orłów
- nominacja: najlepszy film europejski − Tomas Alfredson (Wielka Brytania / Francja / Niemcy)

25. ceremonia wręczenia Europejskich Nagród Filmowych
- nominacja: Najlepszy Europejski Aktor − Gary Oldman
- nominacja: Najlepszy Europejski Operator − Hoyte van Hoytema
- nominacja: Najlepszy Europejski Kompozytor − Alberto Iglesias
- nominacja: Najlepszy Europejski Scenograf − Maria Djurković
- nominacja: Nagroda Publiczności (People’s Choice Award) – Tomas Alfredson